# Bharathur, Alur
Bharathur là một làng thuộc tehsil Alur, huyện Hassan, bang Karnataka, Ấn Độ.